# Hood (rivière)
La rivière Hood (Hood River) est un affluent du fleuve Columbia au nord-ouest de l'Oregon aux États-Unis. D'une longueur d'environ 40 km, la rivière s'écoule au sein de la chaîne des Cascades dans l'aire sauvage du mont Hood près du mont Hood. La rivière rejoint le fleuve Columbia au niveau de la gorge du Columbia.

## Description
La rivière dispose de trois affluents principaux. Le bras occidental (West Fork), long de 24 km, prend sa source au nord-ouest du mont Hood au niveau du glacier Ladd. Ce cours d'eau a une direction est/nord-est et rejoint le bras oriental (East Fork) au niveau de la localité de Dee (Oregon). Le bras central (Middle Fork) fait quant à lui 16 km de long. Il prend sa source sur le flanc nord du mont Hood au niveau des glaciers Coe et Eliot. Il se dirige vers le nord. Le bras oriental (East Fork), long de 24 km, prend sa source à l'est du mont Hood à l'intérieur de la forêt nationale du Mont Hood au niveau du glacier Newton-Clark. Il s'écoule en direction du nord, rejoint la rivière Dog puis le Middle Fork.
Le cours constitué des trois bras s'écoule sur environ 16 km vers le nord-est. Il rejoint le fleuve Columbia au niveau de la localité de Hood River.

## Histoire
Les cartes de l'expédition Lewis et Clark montre la rivière Hood sous le nom de Labeasche River d'après Francis Labiche, un membre de l'expédition. Au milieu du XIXe siècle, des colons affamés passant dans la région durent manger du chien pour survivre. La rivière fut dénommée Dog River (« Rivière du chien »). Ce nom n'était pas très populaire. Le nom actuel apparut  alors sur les cartes en 1856. Le nom Dog River fut donné à un plus petit affluent du bras oriental de la rivière.